# Pogonopus
Pogonopus es un género de plantas con flores del orden de las Gentianales de la familia de las Rubiaceae.

## Taxonomía
El género fue descrito por el farmacéutico, zoólogo, botánico, pteridólogo y micólogo alemán, Johann Friedrich Klotzsch y publicado en  Flora 36(45): 718, en el año 1853. (7 Dec 1853) (Flora). La especie tipo es Pogonopus ottonis que ahora es un sinónimo de Pogonopus speciosus.

## Especies dePogonopus
- Pogonopus exsertus (Oerst.) Oerst.
- Pogonopus speciosus (Jacq.) K.Schum.
- Pogonopus tubulosus (A.Rich. ex DC.) K.Schum.[2]